# Licuala terengganuensis
Licuala terengganuensis är en enhjärtbladig växtart som beskrevs av Saw. Licuala terengganuensis ingår i släktet Licuala och familjen Arecaceae. Inga underarter finns listade i Catalogue of Life.